# فاينا ميخائيلوفنا كيريلوفا
فاينا ميخائيلوفنا كيريلوفا (29 سبتمبر 1931) هي عالمة بيلاروسية في مجال النظرية الرياضية للتحكم الأمثل. وقد فازت بجائزة مجلس وزراء اتحاد الجمهوريات الاشتراكية السوفياتية (1986) «لتطوير وتنفيذ أدوات برمجية متعددة الأغراض للحسابات و الهندسة». 

## النشأة والتعليم
ولدت فاينا ميخائيلوفنا كيريلوفا في زوييفكا ، كيروف أوبلاست في 29 سبتمبر 1931. حصلت كيريلوفا على درجة الماجستير من جامعة الأورال الحكومية عام 1954 وعلى درجة الدكتوراه من جامعة موسكو الحكومية عام 1961.  كانت أول عالمة رياضيات في بيلاروسيا تحصل على درجة الدكتوراه في العلوم من جامعة سانت بطرسبرغ الحكومية في عام 1968. من 1954 إلى 1962 كانت باحثة مساعدة أولى ، ومن 1962 إلى 1967 باحثة أولى في جامعة أورال التقنية الحكومية . من عام 1968 إلى عام 1969 شغلت منصب باحثة أولى ، ومن 1970 إلى 2008 كانت رئيسة مختبر (قسم لاحقًا) نظرية عمليات التحكم في معهد الرياضيات ، الأكاديمية الوطنية للعلوم في بيلاروسيا . في الوقت نفسه منذ عام 1996 ، كانت رئيسة مجموعة العمل التابعة للاتحاد الدولي للمحاسبين بشأن الرقابة المثلى. منذ عام 1994 ، كانت كيريلوفا مؤسسة وقائدة جمعية الإدارة والتنظيم البيلاروسية.  
حصلت على درجة الدكتوراه في العلوم الفيزيائية والرياضية عام 1967 ، وأستاذة عام 1972. عينت عضوة مراسلة للأكاديمية الوطنية للعلوم عام 1996. مُنحت جائزة عامل التعليم الفيتنامي (SRV) عام 2001 ، وعالِمًا مُشرَّفًا من جمهورية بيلاروسيا عام 2002. 

## المساهمات العلمية
قدمت كيريلوفا مساهمات فنية مكثفة في نظرية التحكم الأمثل والتحسين. كانت من أوائل المؤيدين لاستخدام التحليل الوظيفي لحل المشكلات الخطية المثلى. وقد طورت شروطًا مهمة للتحكم والملاحظة لأنظمة التحكم الخطية المتأخرة.  قدمت تبريرًا للشكل العام للظروف المثلى اللازمة لأنظمة التحكم المعقدة القائمة على المشتقات المتغيرة. لقد اكتشفت وبررت (مع ر. جابازوف) مبدأ شبه الحد الأقصى لأنظمة التحكم في الوقت المنفصل وكانت رائدة في تطبيقه. كما طورت منهجًا عدديًا جديدًا لحل مشاكل البرمجة الخطية ، وابتكرت طرقًا عددية لحل مشكلات البرمجة الخطية والتربيعية وغير الخطية ومشكلات التحكم الأمثل. لقد طورت نظرية بنائية للمشاكل الشديدة ، والتي توفر مدخلا فعالاً إلى إجراءات بناء الحلول الحاسوبية لمجال واسع من مشاكل الإدارة والتحسين ؛ منذ أوائل الثمانينيات تم استخدامه في حل مشاكل التحكم والتحسين التطبيقي. 

## منشوراتها
ألفت كيريلوفا أكثر من 350 ورقة علمية بحثية و 14 دراسة. من أهم أعمالها:
- النظرية النوعية للعمليات المثلى. م:. Nauka ، 1971 (بالتعاون مع R. Gabasova. ).
- التحكم الأمثل المحدد. موسكو ، نوكا ، 1973 (بالتعاون. مع R. Gabasova).
- تعظيم الاستفادة من نظام تخصيص الطيف. طرق التحليل الوظيفي. م:. BSU 1973 (CR Gabasova Akad. ).
- طرق البرمجة الخطية (الجزء الثالث). م:. BSU ، 1977-1980 (CR Gabasova Akad. ).
- طرق التحسين الهيكلي (الجزء 5). م:. ازد. من «الجامعة» ، 1984-1998 (مشترك. ).
- التحكم الأمثل في التغذية الراجعة. لندن: سبرينغر. 1995 (مشترك. Gabasova CR، SV Prishchepova)